# Vibração longitudinal
Denominam-se ondas longitudinais aquelas cuja vibração ocorre na mesma direção do movimento da onda. Este tipo de vibração é bastante empregado na determinação do módulo de Young de diversos materiais, principalmente aqueles no formato de barras de secção transversal quadrada ou circular, por ser o método de maior precisão. No entanto, para corpos de prova com secções diferentes da geometria quadrada, os erros envolvidos no cálculo das propriedades elásticas podem ser grandes. Para estes casos, recomenda-se que o módulo de Young seja obtido através de ensaios que levem em conta a vibração flexional ao invés da longitudinal.
As frequências longitudinais surgem quando apoiamos um corpo de prova (por exemplo uma barra de secção quadrada) na região central e o impacto e captação do sinal ocorrem ao longo do comprimento da mesma. 
Estas frequências  longitudinais juntamente com as dimensões e massa do corpo de prova possibilitam a determinação do módulo de Young com grande precisão, mediante o uso de equações matemáticas e equipamentos modernos. 